# ایوب حسین‌نژادی
ایوب حسین‌نژادی (زاده ۱۱ فروردین ۱۳۳۲ آستارا - درگذشته ۲۱ شهریور ۱۳۸۳) سرتیپ دوم خلبان مک‌دانل داگلاس اف-۴ فانتوم ۲ نیروی هوایی ایران بود.

## زندگی‌نامه
ایوب حسین‌نژادی در ۱۱ فروردین ماه سال ۱۳۳۲ در آستارا متولد شد. پس از اتمام دوره تحصیلی و قبولی در آزمون ورودی، به دانشکده خلبانی نیروی هوایی ارتش راه پیدا نمود. پس از گذراندن دوره مقدماتی پرواز و طی دوره تکمیلی به ایالات متحده فرستاده شد.
حسین‌نژادی در سال ۱۳۵۶ از دانشگاه علوم هوایی ایالات متحده آمریکا در رشته خلبانی (F-4) فارغ‌التحصیل شد و سپس به وطن بازگشت. وی دارای دوفرزند است.

## جنگ ایران و عراق
ایوب حسین‌نژادی در جنگ ایران و عراق تمام توان خود را در راه پیشبرد اهداف نیروی هوایی ارتش جمهوری اسلامی ایران به کار بست. او در یکی از پروازهای عملیاتی بر اثر اصابت موشک و سقوط جنگنده در سال ۱۳۵۹ به اسارت درآمد و پس از ۱۰ سال اسارت در سال ۱۳۶۹ به ایران بازگشت.

## دوران ۱۰ ساله اسارت
ایوب حسین‌نژادی به عنوان خدمتگزار اسرا شناخته شده است. بسیاری از اسرا سلامت خویش را مدیون وی دانسته‌اند چون در دوران اسارت با کاشت حبوبات و سبزیجات به سلامت تغذیه آنان کمک می‌کرد.

## درگذشت
ایوب حسین‌نژادی که پروازهای جنگی متعددی را در کارنامه درخشان خود ثبت کرده‌بود و علاقه خاصی به پرواز بر پهنه خلیج فارس داشت در تاریخ ۲۱ شهریورماه ۱۳۸۳ درگذشت.

## یادبود در آستارا
جهت ارج نهادن به خدمات ایوب حسین‌نژادی، یکی از راه‌های مواصلاتی آستارا و همچنین شعبه فروشگاه‌های زنجیره‌ای رفاه در آستارا به یاد او نامگذاری شده است. همچنین پل هوایی اشرفی اصفهانی بر روی بزرگراه هاشمی رفسنجانی بنام ایشان نامگذری گردید.